# Justien Odeurs
Justien Odeurs (* 30. Mai 1997 in Sint-Truiden, Limburg) ist eine belgische Fußballnationaltorhüterin. 

## Karriere

### Vereinskarriere
Odeurs startete ihre Karriere 2003 in ihrer Heimatstadt beim VV St. Truiden, wo sie 2012 in das Seniorenteam aufrückte. Nach einem Jahr auf Seniorenebene für VV St. Truiden ging sie zum RSC Anderlecht. Dort spielte sie in der Saison 2013/2014 für Anderlecht in einem Spiel der BeNe-League. Nach der Saison wechselte sie zu Lierse SK. Dort wurde Odeurs auf Anhieb Stammtorhüterin und bestritt in ihrer Debütsaison 22 Ligaspiele. Nachdem sie 2015/2016 mit Verletzungen zu kämpfen hatte, absolvierte sie lediglich drei Ligaspiele. Dennoch wurde durch ihre Leistung der Frauen-Bundesligist FF USV Jena auf sie aufmerksam und lud sie für Juli 2016 zum Probetraining ins Jena Paradies ein. Dort konnte sie in einem Testspiel gegen die Vietnamesische Fußballnationalmannschaft der Frauen am 12. Juli überzeugen und unterschrieb am 14. Juli 2016 beim Frauen-Bundesliga-Verein FF USV Jena. Am 18. Juli 2018 kehrte sie nach Belgien zurück und unterschrieb für den RSC Anderlecht. Mit Anderlecht nahm sie in den folgenden Jahren auch an der UEFA Women’s Champions League teil, wobei das beste Ergebnis das Erreichen des Sechzehntelfinales 2019/20 war, wo die Mannschaft nach einem 1:1 im Heimspiel mit 0:2 bei BIIK Kazygurt verlor.

### Nationalmannschaftskarriere
Zwischen 2013 und 2014 lief Odeurs in zwei Länderspielen für die U-16, neun Länderspielen für die U-17 und fünf Länderspielen für die U-19 Nationalmannschaft auf. Seit 2014 ist Odeurs A-Nationalspielerin für die Red Flames und absolvierte bislang 36 Länderspiele (Stand: 7. März 2020). Ihr Debüt für die A-Nationalmannschaft Belgiens gab sie am 22. November 2014 bei einem 4:1-Sieg gegen die Polnische Fußballnationalmannschaft der Frauen. Bei der EM-Endrunde 2017, dem ersten großen Turnier für die Belgierinnen, stand sie in allen drei Gruppenspielen im Tor, nach denen die Belgierinnen als Gruppendritte ausschieden. Nachdem sie 2018 noch in fast allen Spielen im Tor stand, stand 2019 zumeist Nicky Evrard im Tor.
In der Qualifikation für die EM 2022 kam sie nur in den beiden letzten Spielen zum Einsatz und konnte sich mit ihrer Mannschaft im letzten Spiel durch einen 4:0-Sieg gegen die Schweiz erneut für die EM-Endrunde qualifizieren. Für die Endrunde wurde sie aber nicht nominiert.

## Erfolge
- Gewinnerin des Sparkles in der Kategorie Gardienne: 2016
- Belgische Meisterin: 2018/2019, 2019/2020, 2020/21 und 2021/22
- Belgische Pokalsiegerin: 2014/2015, 2015/2016 und 2021/22